# Wittmann Antal
Wittmann Antal (Sankt-Bernhard, 1770. október 26. – Wittingau, 1842. augusztus 31.) jószágigazgató, a magyaróvári gazdasági tanintézet megszervezője.

## Élete
1770. október 26-án született az alsó-ausztriai Sankt-Bernhardban. Ügyvédként dolgozott, gazdálkodott, később uradalmi jószágigazgató lett. 1811-ben szegődött Albert Kázmér herceg szolgálatába. 1813-ban már az összes hercegi birtokot irányította. Ekkor költözött Magyaróvárra. A folyószabályozási és lecsapolási munkák irányítása mellett az uradalom gazdálkodásának korszerűsítését is feladatul kapta. Azért, hogy e munkákhoz szakemberekre tegyen szert, egy gazdasági tanintézet felállítását javasolta a hercegnek, aki az ötlet kivitelezésével Wittmannt bízta meg. Az önálló „elméleti és gyakorlati mezőgazdasági intézet” alapítólevelét 1818. október 25-én írta alá Albert Kázmér. A létrehozott Magyaróvári Gazdasági Felsőbb Magántanintézet Európa első kisebb megszakításokkal folyamatosan működő agrár-felsőoktatási tanintézete, jogutódja a Nyugat-magyarországi Egyetem Mezőgazdaság- és Élelmiszertudományi Kara. A 4 féléves oktatás latin nyelven kezdődött meg a magyaróvári várban. Az intézeti oktatás nagy része Wittmann vállára nehezedett, akinek az uradalom irányítása mellett arra is jutott ideje, hogy kézikönyveket írjon a hallgatók számára. Írásait teljes mértékben a saját gyakorlati munkájára alapozta. Korszerű elveinek eredményeként a magyaróvári uradalom termésátlagai jóval meghaladták az országos átlagot. Legszívesebben az állattenyésztéssel foglalkozott, külön tehenészetet hozott létre, és a juhoknál külön törzsállományt alakított ki. 1824-ben magyar nemességet kapott, majd hamarosan Moson megye táblabírájává választották. Albert Kázmér halála után Károly Lajos főherceggel már nem volt zavartalan Wittmann kapcsolata, ezért Schwarzenberg herceg birtokainak irányítására Csehországba költözött. 1842. augusztus 31-én halt meg Wittingauban. Kívánságára Magyaróváron temették el, síremléke az óvári temetőben ma is látható. Az egykori főhercegi park az ő nevét viseli.

## Munkái
- Landwirthschaftliche Blätter den Zöglingen der Bildungs-Anstalt in Ungarisch-Altenburg gewidmet. Wien, 1820. Hat füzet.
- Landwirthschaftliche Hefte. Wien, 1823-1833. Kilencz füzet. (A füzetek közül több második kiadást ért.)
- Egyik fürttye denglatzi Wittmann Antal úr mezőgazdasági munkáinak. Fordította egy Honfi. M.-Óvár, 1835.
- Beiträge zur Beantwortung der Frage: Wie soll man Güter-Verwaltungen deren landwirthschaftliche Cultur-Unternehmungen und ihre Erfolge beurtheilen. 1. Heft. Ungarisch-Altenburg, 1842.